# バナナインパジャマ
『バナナインパジャマ』（Bananas in Pyjamas）は、1992年7月20日から2001年12月14日までABCで放送されたオーストラリアの子ども向けテレビドラマであり、日本ではNHK教育テレビジョンで放送された。
このシリーズのコンピュータアニメ版も制作され、2011年5月2日に開始し2013年7月3日に終了。日本では放送されなかった。
本作は魔法の世界カドルスタウンを舞台としており、B1とB2という双子のバナナの兄弟を中心に、エイミー、ルル、モーガンの3匹のテディベア、そして彼らの仲間であるねずみのラット君を巻き込んだ日常の騒動を描いている。
放送終了後の2016年の時点において日本の20代から30代の女性を中心に根強いファンが多く、ハロウィンのコスプレイやインスタグラムにキャラクターをモチーフにしたグッズやネイルアートの投稿があったほどだといい、この人気を受けて2016年9月下旬にはB1とB2をモチーフとしたぬいぐるみが日本で発売された。

## 関連商品
バナナくんのおたんじょうび
VHS。1996年1月1日にポニーキャニオンより発売。